# 87º Campeonato Brasileiro Absoluto de Xadrez
O 87º Campeonato Brasileiro Absoluto de Xadrez foi uma competição de xadrez organizada pela empresa Contaud com chancela da CBX. A final foi disputada na cidade de Cuiabá (MT) de 28 de outubro a 4 de novembro de 2021. O campeão foi o GM Luis Paulo Supi.
Em 17 de fevereiro de 2021, a CBX comunicou a mudança no formato para o sistema Suíço, flexibilização dos locais, datas e condições de realização dos eventos devido à pandemia de COVID-19 no Brasil.
Em 4 de maio de 2021, a CBX comunicou que o 87° Campeonato Brasileiro Absoluto de Xadrez e o 60° Campeonato Brasileiro Feminino de Xadrez seriam realizados em Cuiabá.
Os três primeiros colocados se classificaram para integrar a equipe Olímpica do Brasil nas Olimpíadas de 2022. Como o atual campeão GM Alexandr Fier já estava classificado para as Olimpíadas, o GM Krikor Mekhitarian se classificou por terminar em quarto lugar.

## Resultados
O campeonato foi disputado no formato sistema suíço de 28 de outubro a 4 de novembro de 2021. O ritmo de jogo foi 1:30 h + 30 segundos de acréscimo por lance.